# 尚特卢 (芒什省)
尚特卢（法語：Chanteloup，法語發音：[ʃɑ̃tlu]）是法国芒什省的一个市镇，属于库唐斯区。

## 地理
尚特卢（48°53'57"N, 1°29'14"W）面积4.17 平方千米，位于法国诺曼底大区芒什省，该省份为法国西北部沿海省份，西、北、东北三面环大西洋，东起顺时针与卡爾瓦多斯省、奧恩省、马耶讷省和伊勒-维莱讷省接壤。
与尚特卢接壤的市镇（或旧市镇、城区）包括：布雷阿勒、塞朗斯、滨海库德维尔、于迪梅尼勒。

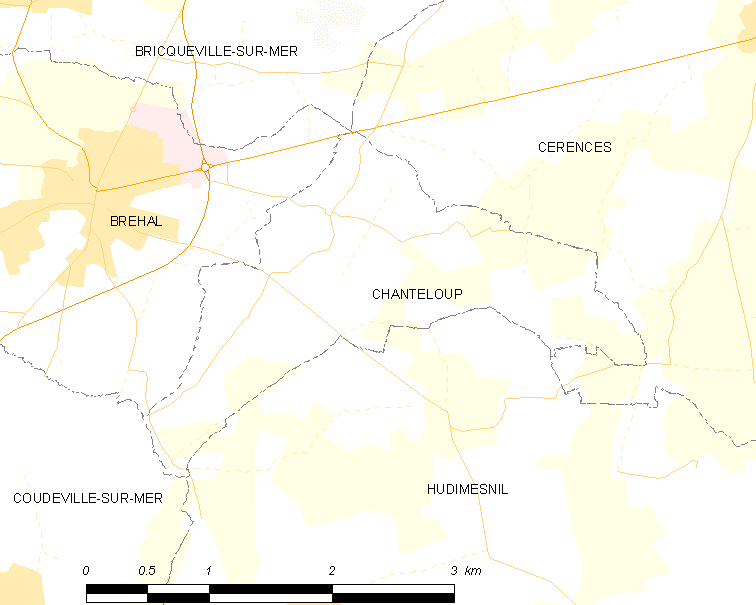
的OSM定位图

尚特卢的时区为UTC+01:00、UTC+02:00（夏令时）。

## 行政
尚特卢的邮政编码为50510，INSEE市镇编码为50120。

## 政治
尚特卢所属的省级选区为布雷阿勒县。

## 人口

1962-2008年间人口变化图示

尚特卢于2022年1月1日时的人口数量为393人。